# ویگانت‌پتند
ویگانت‌پتند (به مجاری:  Vigántpetend) یک شهرداری در مجارستان است که در ناحیه تاپولتسا واقع شده‌است. ویگانت‌پتند ۱۱٫۱۹ کیلومتر مربع مساحت و ۲۲۷ نفر جمعیت دارد.